# Astiphromma exitiale
Astiphromma exitiale là một loài tò vò trong họ Ichneumonidae.